# Plusiodonta euchalcia
Plusiodonta euchalcia är en fjärilsart som beskrevs av George Francis Hampson 1926. Plusiodonta euchalcia ingår i släktet Plusiodonta och familjen nattflyn. Inga underarter finns listade i Catalogue of Life.